# Futbol 7
|  | Per a altres significats, vegeu «Futbol 7 (esport adaptat)». |

El Futbol 7 (F7, futset o FUT7) és una de les variacions del futbol, que es juga entre set jugadors de cada equip. El joc està format per un porter i sis jugadors de camp. El camp del futbol 7 és més gran que el del futbol sala, i oscil·la entre 50-65 metres de llarg i 25-50 metres d'amplada, respectivament.

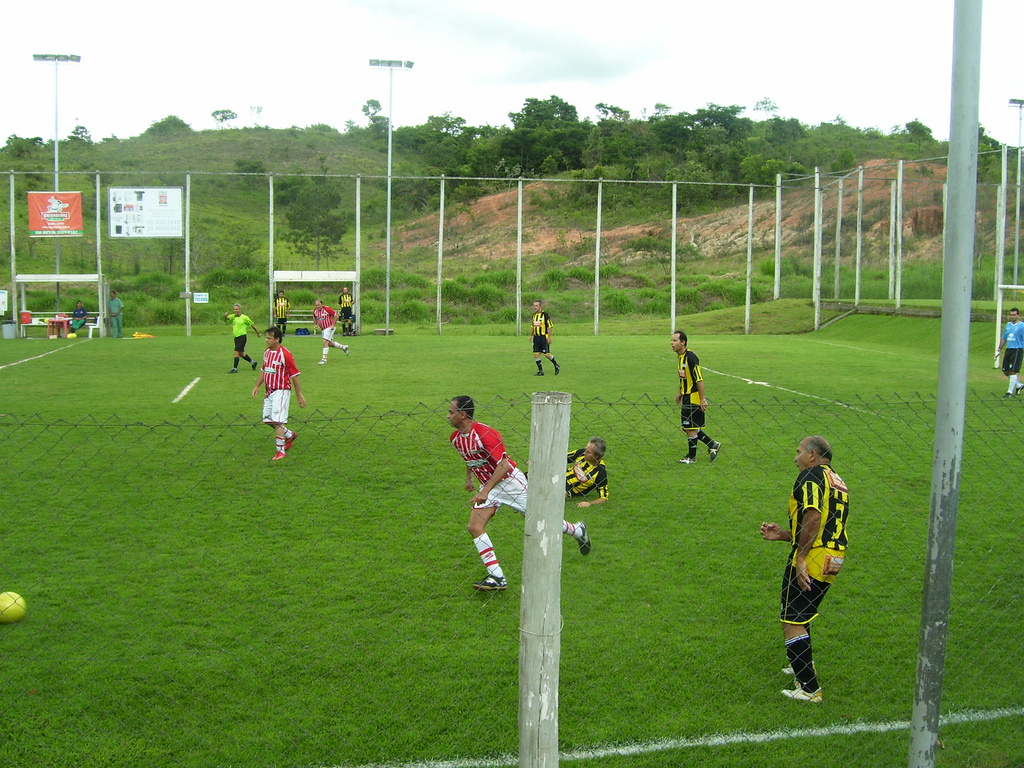
Partit de Futbol 7

## Organitzacions
IFA7FIF7

## Competicions internacionals
- World Cup (Copa del Món)
- Nations Cup (Copa de Nacions)
- Copa Amèrica
- Campionat del Món de Clubs[4]
- Repte Internacional IFA7

## Competicions nacionals

### Argentina
- Super Liga F7 Argentina

### Brasil
- Futebol 7 Nordeste
- Liga Futebol 7 Brasil
- LLIGA NACIONAL DE FUT7
- RW Futebol 7
- Super League 7 Brasil
- Super Liga Alagoana Fut 7

- Lliga de Mini Futbol de Bulgària / Мини Футболна Лига

### Canadà
- Lliga de futbol F7 Canadà

### Anglaterra
- Dream League a 7 de Londres
- Lliga PowerLeague de futbol 7

### Portugal
- Superliga Nacional Futebol 7

### Espanya
- Lliga Futbol 7 Para Todos Madrid
- Madrid Futbol 7 Lligues
- Kings League

### Uruguai
- Lliga Uruguaiana Futbol 7